# Favonius yuasai
Favonius yuasai är en fjärilsart som beskrevs av Shirôzu 1948. Favonius yuasai ingår i släktet Favonius och familjen juvelvingar. Inga underarter finns listade i Catalogue of Life.